# Малий Обзир
Ма́лий Обзир — село в Україні, у Камінь-Каширській громаді Камінь-Каширського району Волинської області. Населення становить 70 осіб.

## Географія
Селом протікає річка Стохід.

## Історія
У 1906 році село Боровенської волості Ковельського повіту Волинської губернії. Відстань від повітового міста 53 верст, від волості 10. Дворів 22, мешканців 162.

## Населення
Згідно з переписом УРСР 1989 року чисельність наявного населення села становила 74 особи, з яких 35 чоловіків та 39 жінок.
За переписом населення України 2001 року в селі мешкало 70 осіб. 100 % населення вказало своєю рідною мовою українську мову.